# Soilent Green (deutsche Band)
Soilent Green aus Hamburg war eine Heavy-Metal-Band, die im Jahre 1983 von Uwe Främcke und Wolf Rambatz gegründet wurde und eine der ersten ihrer Art, die mit deutschsprachigen Texten arbeitete. Die Band bezeichnete ihren Stil als „Dirty-Metal“. Sänger und Frontmann
Michael Kalks (genannt „Soilent Michi“) prägte das Auftreten der Musiker.
Mit der zweiten Besetzung wurde ihre erste LP mit dem Namen „Soilent Green“ veröffentlicht (1986). Eine Maxi-Single mit dem Titel „TV-Rocker“ folgte 1987. Soilent Green vertonte diverse Gedichte von Erich Mühsam und trat im „Kunststück“ im Hamburger Schanzenviertel auf. Sie wurde daraufhin die „Hausband“ der Hamburger Grünen.
1989 löste sich die Band auf.

## Diskografie
Alben
- 1986: Soilent Green

EP
- 1988: TV Rocker[4]

Singles
- 1986: Bruno/SOS